# Atolla wyvillei
Atolla wyvillei är en manetart som beskrevs av Ernst Haeckel 1880. Atolla wyvillei ingår i släktet Atolla och familjen Atollidae. Inga underarter finns listade i Catalogue of Life.